# Przyłęczek
Przyłęczek [pronunciación en polaco: /pʂɨˈwɛnt͡ʂɛk/] es un pueblo en el distrito administrativo de Gmina Wodzisław, dentro del Distrito de Jędrzejów, Voivodato de Świętokrzyskie, en el sur de Polonia. Se encuentra aproximadamente 7 km al noreste de Wodzisław, 9 km al sudoeste de Jędrzejów, y 44 km al sudoeste de la capital regional, Kielce.